# 1780년 10월 27일 일식
1780년 10월 27일 일식은 달이 지구와 태양 사이를 지나면서 태양을 완전히 가리는 개기일식이다. 일식은 달이 지구와 태양 사이를 지나갈 때 발생하며, 이로 인해 지구상의 관측자에게 태양의 이미지가 전체 또는 부분적으로 가려지게 된다. 개기일식은 달의 겉보기 지름이 태양의 지름보다 더 클 때 발생하여 모든 직사 일광을 차단하고 낮을 어둠으로 바꾼다. 개기는 지구 표면의 좁은 경로를 따라 발생하며, 부분일식은 그 주변 수천 킬로미터 넓이의 지역에서 관측할 수 있다.

## 관측 기록
미국 독립 전쟁 기간 중, 최초의 미국 일식 탐사대가 매사추세츠주의 하버드 대학교에서 조직되어 파견되었다. 과학자들이 안전하게 작업할 수 있도록 영국과 특별 면제 협정이 체결되었다. 하버드 탐사대는 많은 노력을 기울였음에도 불구하고, 개기 일식의 경로 밖에 위치한 장소를 선택하여 일식을 관측하지 못하였다. 미국 과학의 초창기에 발생한 이 당혹스러운 사건에 대한 현대의 분석은 개기 일식의 경로를 잘못 계산한 새뮤얼 윌리엄스에게 그 책임을 돌리고 있다.

## 참고문헌
- NASA chart graphics
- Googlemap
- NASA Besselian elements
- Observations of a Solar Eclipse, October 27, 1780, Made at St. John's Island, by Mess'rs. Clarke and Wright, by Joseph Peters 1783 American Academy of Arts & Sciences.
- A Memoir, Containing Observations of a Solar Eclipse of October 27, 1780 by Joseph Willard, 1783
- Where Did the 1780 Eclipse Go? Rothschild, Robert F., Sky and Telescope, 63:558, 1982